# Le Challenge
Ne doit pas être confondu avec Le Challenge (film, 2023).
Pour plus de détails, voir Fiche technique et Distribution.
Le Challenge est un web-documentaire réalisé par Laeticia Moreau, produit par What's Up Films et coproduit avec Honkytonk Films sur l'exploitation du pétrole dans l'Amazonie équatorienne.
Le documentaire interactif propose aux internautes de se mettre dans la peau d'un journaliste indépendant et d'enquêter sur un procès qui oppose la multinationale Chevron-Texaco à un groupe de paysans et d’indiens en Équateur. Ils réclament 27 milliards de dollars pour les dommages environnementaux et sanitaires causés par Texaco de 1963 à 1993,,.

## Fiche technique
- Titre : Le Challenge : le procès du pétrole en Amazonie
- Réalisation : Laetitia Moreau
- Montage : Axel Ramonet
- Production : Matthieu Belghiti et Arnaud Dressen
- Sociétés de production : Honkytonk Films – What’s Up Films – Canal+
- Distribution : canalplus.fr / Avec le soutien du CNC Nouveaux Médias
- Pays d'origine : France
- Genre : web-documentaire
- Durée : 30 minutes environ
- Date de sortie : 2010

## Sélection
- FIPA, Biarritz
- Nuit des médias 2010